# První inaugurace Donalda Trumpa
Inaugurace Donalda Trumpa jakožto 45. prezidenta Spojených států se konala v pátek 20. ledna 2017 na západní straně budovy Kapitolu Spojených států ve Washingtonu, D.C.
Inaugurace započala čtyřleté funkční období Donalda Trumpa ve funkci prezidenta a Mikea Pence ve funkci viceprezidenta. Prezidentskou přísahu potvrdil Trumpovi předseda Nejvyššího soudu John Roberts a viceprezidentskou přísahu potvrdil Pencovi soudce Clarence Thomas.
Hlavním tématem inauguračního projevu prezidenta Trumpa bylo jeho zaměření na zájmy Spojených států („Amerika na prvním místě!“ a „Make America Great Again“).
Diváků bylo mnohem méně než na inauguracích jeho předchůdce Baracka Obamy, ačkoli to prezident Trump a jeho mluvčí zpochybňovali. Bylo to způsobeno tím, že většina voličů ve Washingtonu, D.C. hlasovala pro Hillary Clintonovou, Trumpovu hlavní oponentku v prezidentských volbách v USA v roce 2016.
Prezidenti Jimmy Carter, Bill Clinton, George W. Bush a Barack Obama spolu se svými manželkami, prvními dámami (včetně Hillary Clintonové) potvrdili svoji účast na Trumpově inauguraci a všichni byli přítomni. George H. W. Bush se inaugurace nezúčastnil ze zdravotních důvodů.

## Galerie

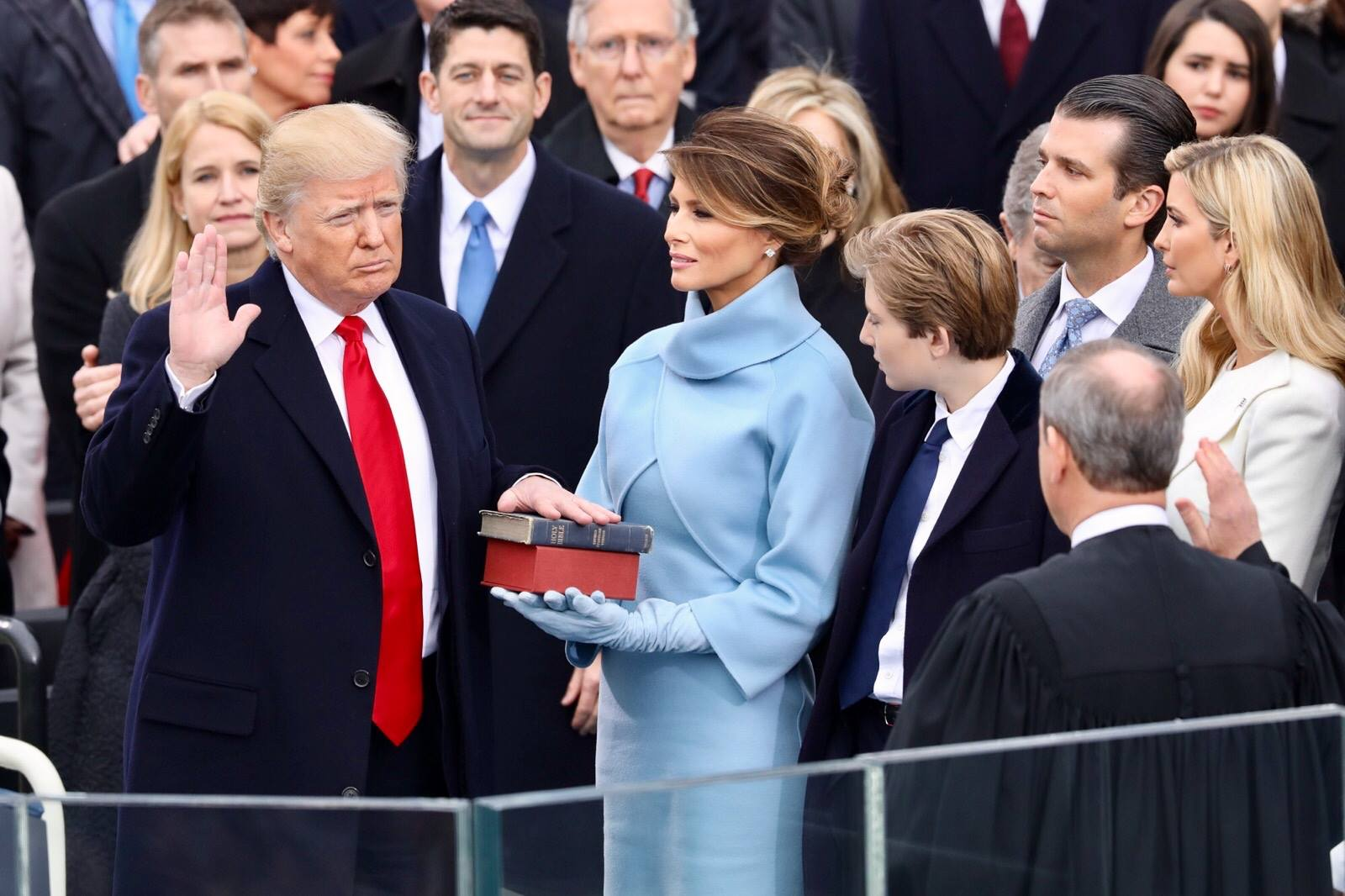
Prezident Donald Trump skládající přísahu
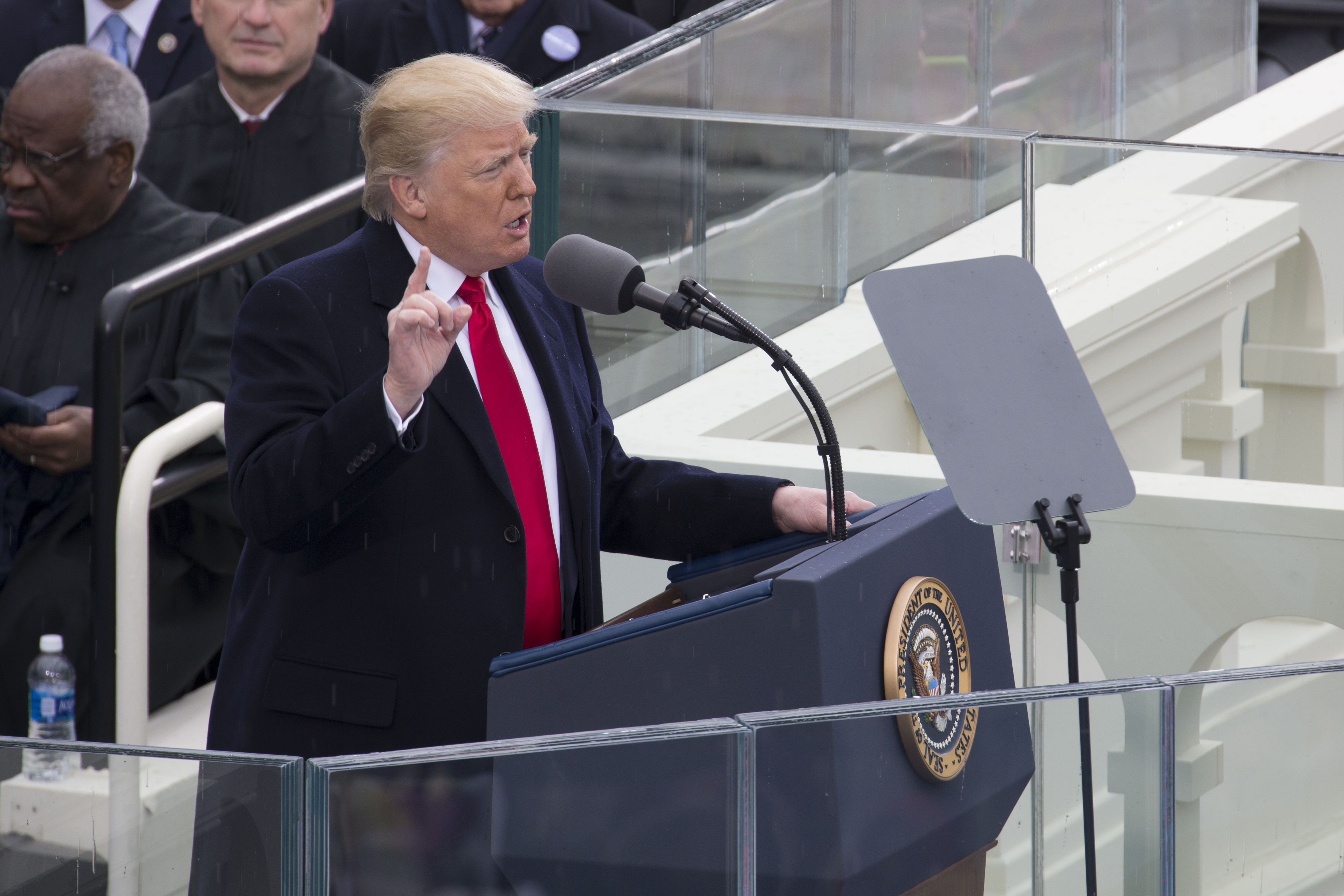
Prezident Trump přednesl svůj inaugurační projev
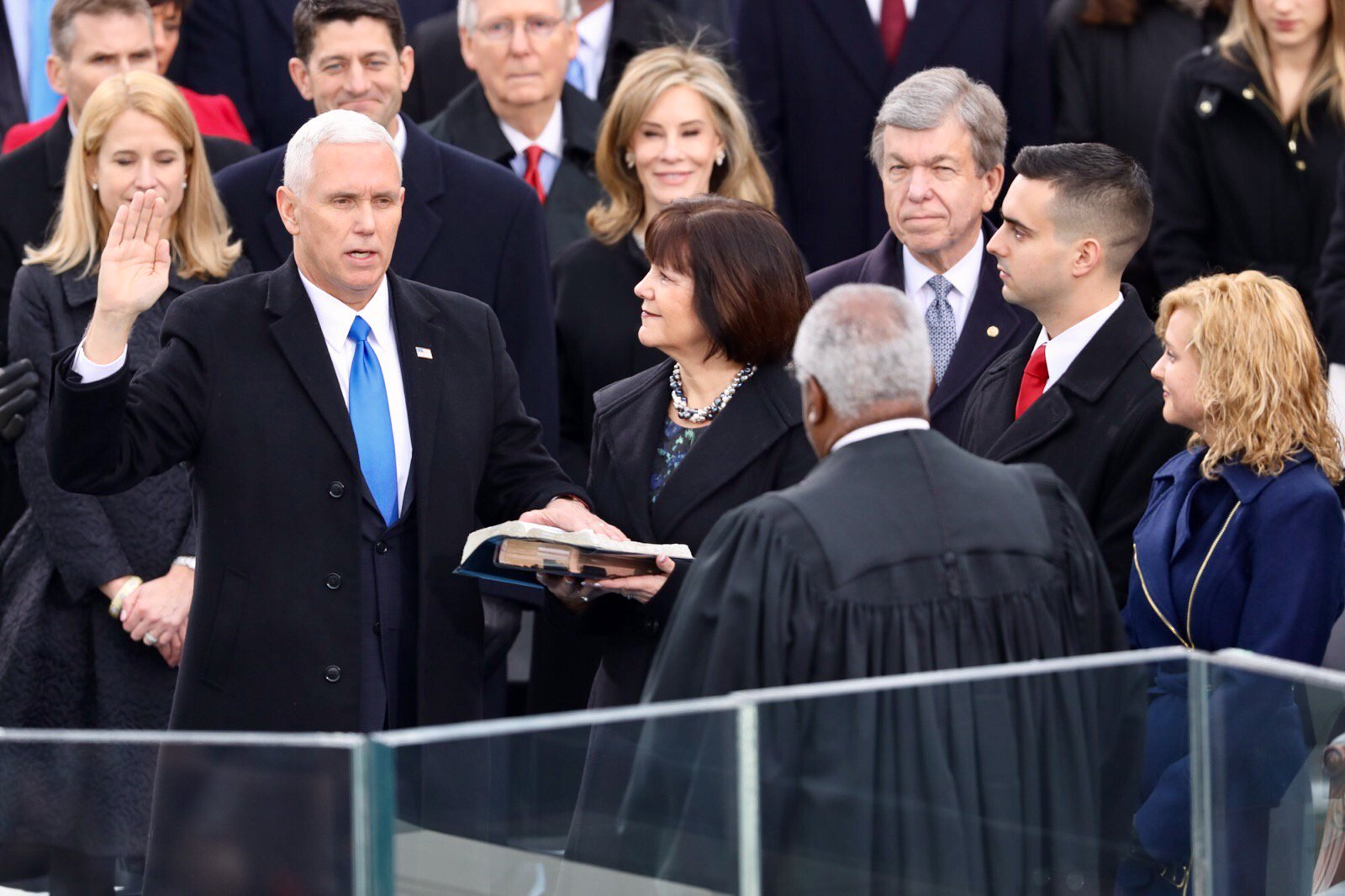
Mike Pence skládá přísahu
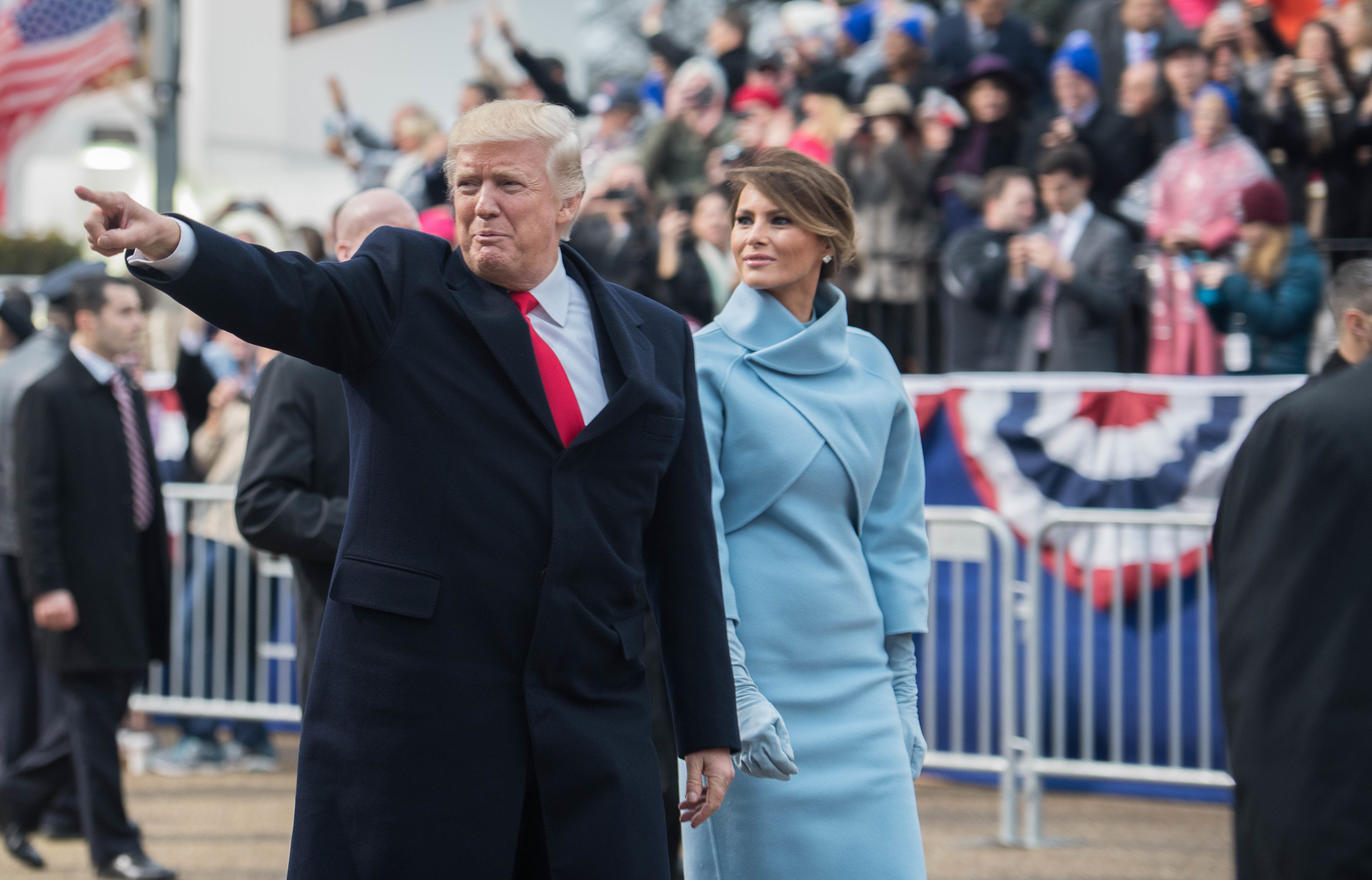
Prezident a první dáma Melania Trumpová kráčí průvodem